# Maytenus cuezzoi
Maytenus cuezzoi là một loài thực vật có hoa trong họ Dây gối. Loài này được Legname mô tả khoa học đầu tiên năm 1973.